# La Purísima Concepción
La Purísima Concepción är en ort i Mexiko.   Den ligger i kommunen Acámbaro och delstaten Guanajuato, i den södra delen av landet, 180 km väster om huvudstaden Mexico City. La Purísima Concepción ligger 1 910 meter över havet och antalet invånare är 241.
Terrängen runt La Purísima Concepción är kuperad åt sydost, men åt nordväst är den platt. Runt La Purísima Concepción är det ganska tätbefolkat, med 144 invånare per kvadratkilometer. Närmaste större samhälle är Acámbaro, 9,0 km sydväst om La Purísima Concepción. Trakten runt La Purísima Concepción består till största delen av jordbruksmark.